# Cisjuranië

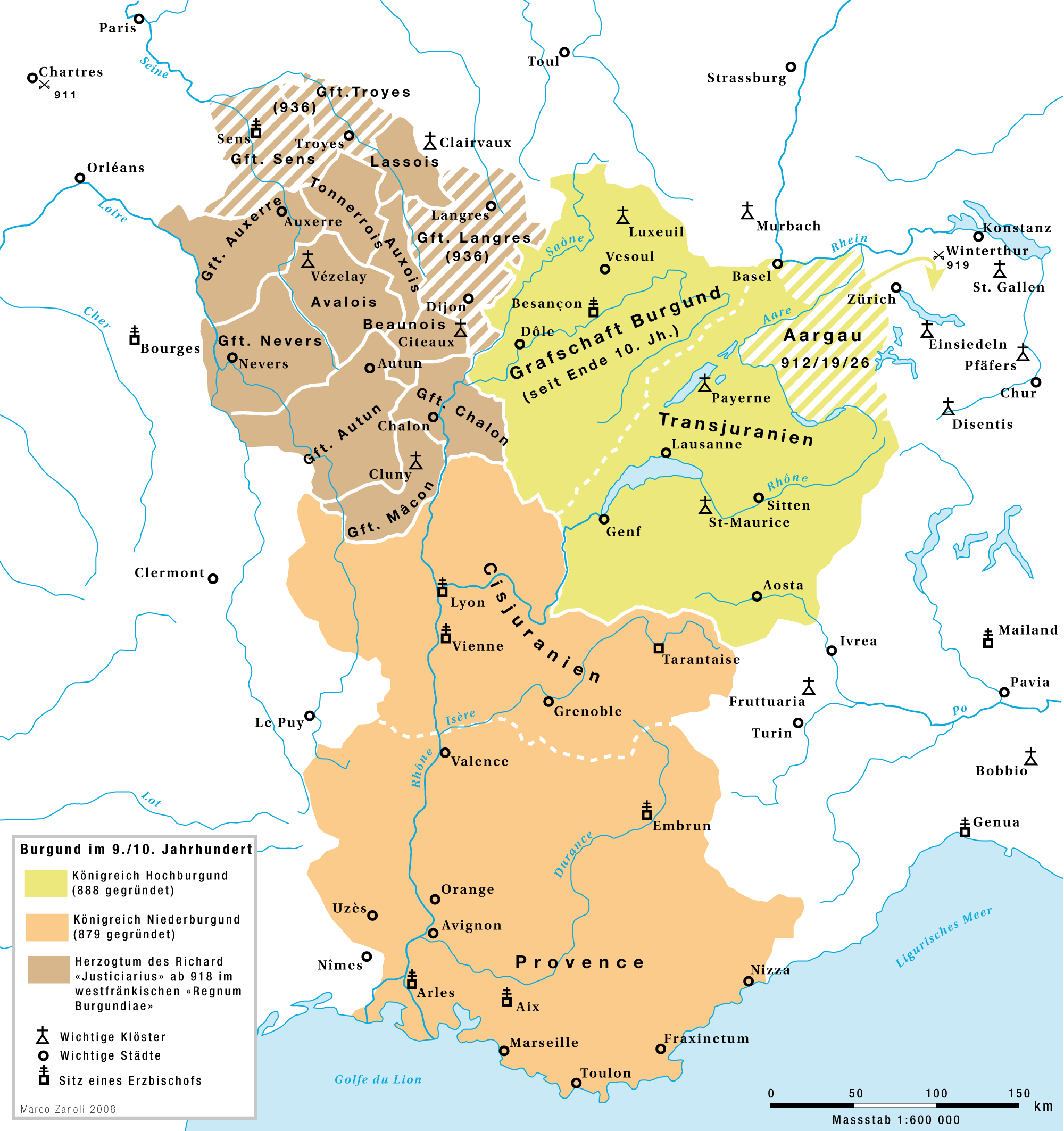
Neder-Bourgondië of het koninkrijk Provence in het oranje, met Cisjuranië in het noorden

Cisjuranië of Cisjuraan Bourgondië is een streek in Frankrijk, meer bepaald de streek rond Lyon, Vienne en Grenoble. Cis betekent deze zijde van de Jura (gebergte), vanuit Frans standpunt, in tegenstelling tot Transjuranië, de andere kant.

## Geschiedenis
In de vijfde eeuw werd de streek bezet door de Bourgondiërs die in 443 hun Koninkrijk der Bourgondiërs in de buurt van Genève hadden hersticht na verdreven te zijn van de linkeroever van de Rijn. In 533 werd het gebied ingelijfd bij het groeiende Frankische Rijk. In 843 werd het Frankische Rijk gesplitst en komt Cisjuranië in het Middenrijk te liggen. Een jaar later werd het graafschap Vienne opgericht. In 855 werd het Middenrijk opnieuw verdeeld. Deze keer werd Cisjuranië deel van het Koninkrijk Provence van Karel van Provence. In 863 stierf deze waarop zijn broer Lodewijk II van Italië Provence erfde. Cisjuranië werd echter toegewezen aan de andere broer: Lotharius II, koning van Lotharingen. In 869 stierf ook deze koning, waarna zijn erfenis in 870 verdeeld werd onder zijn ooms, Karel de Kale en Lodewijk de Duitser. Cisjuranië kwam onder de invloed van Karel de Kale. Hierbij steunt hij sterk op de lokale sterk man, Boso van Provence.
Na de dood van Karel de Kales zoon, Lodewijk de Stotteraar, riep Boso zich uit tot koning van Provence (inclusief Cisjuranië). Na enkele gevechten mag hij zijn koninkrijk houden van keizer Karel de Dikke, in ruil voor een huldiging van Karel de Dikke door Boso.
In 933 kwam er een einde aan het koninkrijk Provence toen Hugo van Arles zijn gebieden in Frankrijk, waaronder het koninkrijk Provence, schonk aan Rudolf II van Bourgondië, kleinzoon van Boso, in ruil voor een eed dat die laatste niet meer zou interveniëren in Italië. Rudolf II verenigde Opper- en Neder-Bourgondië in het Koninkrijk Arelat, waarvan Cisjuranië een onderdeel werd.
In 1032 overleed de zwakke Arelatische koning Rudolf III van Bourgondië. Rudolf had zijn koninkrijk bij testament nagelaten aan keizer Koenraad II.